# Макото Хасебе
Макото Хасебе (јап. 長谷部 誠; Фуџиједа, 18. јануар 1984) је јапански Фудбалер. Игра на позицији дефанзивног везног играча за немачки Ајнтрахт из Франкфурта.
Када је прешао у немачки Волфсбург био је први јапанац који је икад играо у њему, а када је освојио првенство Немачке са истим клубом постао је тек други јапанац који је то урадио.
За репрезентацију Јапана одиграо је 114 утакмице и постигао 2 гола 

## Статистика
| Јапан  | Јапан | Јапан |
| Год.   | Ута.  | Гол.  |
| ------ | ----- | ----- |
| 2006   | 6     | 0     |
| 2007   | 0     | 0     |
| 2008   | 10    | 0     |
| 2009   | 11    | 1     |
| 2010   | 10    | 0     |
| 2011   | 15    | 1     |
| 2012   | 11    | 0     |
| 2013   | 14    | 0     |
| 2014   | 6     | 0     |
| 2015   | 12    | 0     |
| 2016   | 9     | 0     |
| 2017   | 2     | 0     |
| 2018   | 8     | 0     |
| Укупно | 114   | 2     |

## Трофеји

### Урава
- Азијска Лига шампиона (1) : 2007.
- Џеј лига (1) : 2006.
- Царски куп (2) : 2005., 2006.
- Куп Јапана (1) : 2003.
- Суперкуп Јапана (1) : 2006.

### Волфсбург
- Првенство Немачке (1) : 2008/09.

### Ајнтрахт Франкфурт
- Куп Немачке (1) : 2017/18.
- УЕФА Лига Европе (1) : 2021/22.

### Јапан
- Азијски куп (1) : 2011.